# Gloria (album)
 For alternative betydninger, se Gloria. (Se også artikler, som begynder med Gloria)
Gloria er titlen Lars Lilholt Bands 14. album.

## Spor
- Den Hvide Dværg
- Digteren
- Bag Kuala Lumpurs Smil
- Gloria
- En-To-Trefireogtyve
- Vi Mødes under Månen
- Sandheden
- Hvert Menneske Jeg Ved
- Tycho Brahe
- Singapore Annie
- Er Der mon Bal Bagefter
- Nu Søger De Hinanden
- Pigen Med Den Blå Violin

## Musikere
- Lars Lilholt (sang, violin, ak. guitar, slangeskindsviolin, dulcimer, krumhorn)
- Kristian Lilholt (keyboards,ak. guitar, kor)
- Tine Lilholt (tværfløjte, piccolofløjte, div. blokfløjter, bambusfløjte, violin, kor)
- Gert Vincent (el. og ak. guitar, saz, tibetansk bedeklokke, kor)
- Tom Bilde (bas, trombone, banjo, ak. guitar, keyboards, kor)
- Klaus Thrane (trommer, percussion, programmering)

## Gæstemusikere
- Rasmus Lyberth (sang)
- Stevie Saint (skotske sækkepiber)
- André le Meut (bombarde, bretonsk sækkepibe),
- Christen Frost (saxofon)
- Knud Erik Nørgård (trompet, flygelhorn, piccolotrompet)
- Niels Hoppe (Saxofon)
- Anders Majlund Christensen (trombone, bastrombone)
- Jan Bertil Edlund (bratsch)
- Ian van Rensburg (violin)
- Todd Cadieux (violin)
- Dorte Rolff-Petersen (cello)
- Jan Kaspersen (Kor)
- Sus Steensig (Kor)
- Michelle Birkballe (Kor)
- Lars Reker (Kor)
- Johs. Stærk (Kor)

## Særligt om Pladen
- GLORIA udløste platin for salg af 50.000 eksemplarer kun 3 dage efter udgivelsen.[2]
- Det var Lilholt Bands første studiealbum i næsten 4 år på dette tidspunkt.